# Rhodoecia aurantiago
Rhodoecia aurantiago är en fjärilsart som beskrevs av Achille Guenée 1852. Rhodoecia aurantiago ingår i släktet Rhodoecia och familjen nattflyn. Inga underarter finns listade.